# Nada Bunić
Nada Bunić (Speranza di Bona) (Dubrovnik,  -, ) bila je hrvatska renesansna pjesnikinja, rodom iz dubrovačke plemićke obitelji Bunić.
Pisala je sonete, stance, oktave i madrigale. Godine 1569. na talijanskom jeziku objavljuje djelo Difesa de le rime et prose de la Signora Speranza, et Vittoria di Bona, in difesa di suo honore, & contra quelli, che ricerco farli infamia con sue rime. Ad Instantia della Signora Speranza Vittoria di Bona (Obrana rima i proza gospođe Speranze Vittorije Bone, u obranu njezine časti, a protiv onih koji su je oklevetali svojim rimama. O trošku gospođe Speranze Vittorije Bone). Uz sestru Juliju Bunić (Giulia Bona), Maru Gundulić Gučetić i Cvijetu Zuzorić pripadala je ženskome društvu iz dubrovačke Akademije složnih (Accademia dei Concordi).

## Vanjske poveznice
- Soneti i stance u: Vijenac 270/2004  Arhivirana inačica izvorne stranice od 22. lipnja 2007. (Wayback Machine)